# Inguixi
Inguixi (en rus: Ингиши) és un poble del Daguestan, a Rússia, que el 2019 tenia 880 habitants. Pertany al districte rural de Mekhelta.